# ライカーズ島
ライカーズ島（ライカーズとう、英語: Rikers Island）は、アメリカ合衆国ニューヨーク市に属す、イースト川にある島。

## 概要
北はアメリカ大陸本土のブロンクス、南はロングアイランドのクイーンズに挟まれている。ラガーディア空港に近く、クイーンズ区アストリア (en) とライカーズ・アイランド橋 (en) で結ばれている。ニューヨーク市の行政区としてはブロンクス区に含まれるが、クイーンズ区コミュニティ・ボード 1 (en) に所属しており、クイーンズのZIPコード11370が与えられている。
名称は、かつての所有者であるオランダの入植者アブラハム・ライケン（Abraham Rycken）に由来する。彼は1638年にロングアイランドへと入植してきた。1884年に彼の子孫がニューヨーク市に売却し、以来刑務所として使われている。アメリカ独立戦争中は軍隊のトレーニング場として利用された。

## ライカーズ刑務所
島内にはニューヨーク市のメインの刑務所となるライカーズ刑務所があり、未決勾留の被告や短期禁錮刑受刑者らを収容している。ここは世界最大規模の矯正施設で、厳しい環境の中に立地している。ここの刑務作業の一つに、近隣のハート島の巨大なポッターズ・フィールド（集団墓地）での埋葬作業がある。最も収容人数が多かったときは2万人ほど収監されていて、2023年2月現在は6000人弱となっている。所内では2022年、17人が死亡している。一部のアメリカメディアは、同刑務所を拷問島と呼んでいる。
2017年、ビル・デブラシオ市長は、市内の犯罪率が低く、ライカーの人口が10,000人から5,000人に減った場合、10年後に刑務所が閉鎖されることを発表した。デブラシオ市長は、2017年6月22日発行のレポート「より小さく、より安全、より正確にーーライカーズ島閉鎖のためのロードマップ」で、計画の詳細を発表している。
2018年2月、期限を決めて施設の閉鎖を検討することを、州の監督委員会がニューヨーク州に提案し、2019年10月、ニューヨーク市議会が2026年までに施設を閉鎖することを決議した。

## 収監者
- ハーヴェイ・ワインスタイン - ハリウッドの元大物プロデューサーで複数女性へ性的暴行。禁固20年以上。
- アレン・ワイセルバーグ - 元トランプ・オーガナイゼーション最高財務責任者。